# The Other Two
The Other Two était un groupe de musique électronique anglais composé de Stephen Morris et de Gillian Gilbert, aussi membres de New Order.
Le nom du groupe, littéralement « Les deux autres », fait référence au fait que les autres membres de New Order, Bernard Sumner et Peter Hook, s'étaient déjà lancés dans des projets parallèles au moment de la création du groupe (Electronic et Revenge, respectivement).
Le groupe a sorti deux albums, The Other Two & You (1993) et Super Highways (1999).

## Albums

### The Other Two and You
Initialement organisé autour de restes de bandes sonores inutilisées et de diverses expériences en studio, The Other Two a été créé lors d'une pause dans l'activité de New Order. Ils envisageaient initialement de faire appel à une chanteuse et, au début, Kim Wilde avait été recrutée comme chanteuse potentielle pour le groupe. Cependant, Gillian Gilbert finit par décider de s'occuper du chant, ce qu'elle fera pour les deux albums du groupe.
Le premier single, Tasty Fish, sort en 1991 avec des critiques positives. Mais en raison de la faillite de Factory Records, leur premier album n'a pas pu sortir comme initialement prévu. Comme l'album Republic de New Order devait sortir à cette période, cela signifiait que The Other Two & You était retardé jusqu'en novembre 1993, pour finalement sortir sur London Records. Selfish a été choisi comme deuxième single, et Innocence est également sorti en 33 tours aux États-Unis.

### Super Highways
Leur deuxième album, Super Highways, sort en mars 1999. La chanteuse Melanie Williams est invitée sur certaines chansons.

## Bandes originales
Le groupe a aussi participé à la composition de musique pour la télévision. Ils ont notamment créé un générique pour la série télévisée Common As Muck, ainsi que pour America's Most Wanted. Ils ont également créé une musique pour le programme télévisé britannique Reportage, bien que cela ait été crédité sous le nom de New Order et fut plus tard adapté dans la chanson World in Motion pour la Coupe du monde de 1990.

## Autres travaux
Stephen Morris et Gillian Gilbert auraient songé à sortir un troisième album en 2010, bien que cela ne se soit pas concrétisé. Le nom du groupe a également été utilisé pour le remix d'un morceau de Tim Burgess par Stephen Morris et Gillian Gilbert en 2014.

## Discographie
Albums
| Année | Détails de l'album                                                                                              |  |
| Année | Détails de l'album                                                                                              |  |
| 1993  | The Other Two & You - Sortie : novembre 1993 - Label : London Records (Royaume-Uni), Qwest Records (États-Unis) |  |
| 1999  | Super Highways - Sortie : juin 1999 - Label : London Records                                                    |  |

Singles
| Année | Titre                                                                                           | Album               |  |
| ----- | ----------------------------------------------------------------------------------------------- | ------------------- |  |
| Année | Titre                                                                                           | Album               |  |
| 1990  | Loved It (The New Factory) (sortie non commerciale limitée ; sous le nom « Steve and Gillian ») | The Other Two & You |  |
| 1991  | Tasty Fish                                                                                      | The Other Two & You |  |
| 1993  | Selfish                                                                                         | The Other Two & You |  |
| 1995  | Innocence (sorti uniquement aux États-Unis)                                                     | The Other Two & You |  |
| 1999  | You Can Fly (retiré peu de temps avant la sortie)                                               | Super Highways      |  |
| 1999  | Super Highways                                                                                  | Super Highways      |  |
| 2011  | Anna + Peter Swing Project 1 (sous le nom « Gillian + Stephen »)                                | –                   |  |